# 자연발화온도
물질의 자연발화온도(autoignition temperature)는 물질의 자연발화의 온도로서 물질이 정상적인 대기에서 불꽃이나 스파크와 같은 외부 점화원 없이 자연적으로 발화하는 가장 낮은 온도이다. 이 온도는 연소에 필요한 활성화 에너지를 공급하는 데 필요하다. 화학물질이 발화하는 온도는 압력이 증가함에 따라 감소한다.
- 자연적으로 주변 온도의 일반 대기에서 자연 발화하는 물질을 자연 발화성 물질이라고 한다.

액체 화학물질의 자연발화온도는 일반적으로 ASTM E659에 설명된 절차에 따라 온도 조절 오븐에 놓인 500밀리리터(18 imp fl oz; 17 US fl oz) 플라스크를 사용하여 측정된다.
플라스틱의 경우 자연발화 온도는 고압 및 100% 산소 농도에서도 측정할 수 있다. 결과 값은 고산소 서비스에 대한 생존 가능성을 예측하는 데 사용된다. 이에 대한 주요 테스트 표준은 ASTM G72이다.

## 같이 보기
- 발화점
- 인화점
- 가스 버너
- 자연발화